# 諸橋襄
諸橋 襄（もろはし のぼる、1899年（明治32年）12月10日 - 1999年（平成11年）1月18日）は、日本の内務官僚。貴族院議員。法学博士。帝京大学法学部長。従四位勲二等。

## 経歴
新潟市出身。新潟中学（後の新潟県立新潟高等学校）から、東京府立三中（後の東京都立両国高等学校・附属中学校）に転校し卒業。そして旧制第八高等学校を経て、1923年（大正12年）に、東京帝国大学農学部農学科を卒業すると、東京帝国大学法学部政治学科に入学した。 同4月30日、新潟県属となり、1924年（大正13年）4月、同大学を卒業した。以後、奈良県、北海道、広島県、富山県、千葉県、福島県の勤務を経て、1937年（昭和12年）7月31日、 行政裁判所評定官となる。その後、枢密院書記官長、衆議院法制部長、会計検査院検査官等を歴任し、その間の1946年（昭和21年）8月14日から1947年（昭和22年）5月2日まで、貴族院議員も務めた。1959年（昭和34年）12月24日には、論文「枢密院制度論」で法学博士（日本大学）を授与され、1982年（昭和57年）に、帝京大学法学部長に就任した。1999年（平成11年）1月18日に死去。

## 略歴
- 新潟中学（後の新潟県立新潟高等学校）転校
- 東京府立三中（後の東京都立両国高等学校・附属中学校）卒業
- 旧制第八高等学校卒業
- 1920年（大正9年）9月 - 東京帝国大学農学部農学科入学。
- 1921年（大正10年）11月 - 高等試験行政科試験合格。
- 1923年（大正12年）
  - 4月 - 東京帝国大学農学部農学科卒業。東京帝国大学法学部政治学科入学。
  - 4月30日 - 新潟県属、内務部農林課勤務。
  - 9月14日 - 内務部農務課勤務、内務部林務課兼務。
- 1924年（大正13年）
  - 2月28日 - 内務部学務課勤務、内務部農務課兼務。
  - 4月 - 東京帝国大学法学部政治学科卒業。
  - 7月3日 - 奈良県警視、警察部勤務。
  - 12月20日 - 地方警視、奈良県警察部保安課長。
- 1926年（大正15年）
  - 2月17日 - 北海道庁事務官、土木部道路課長。
  - 3月26日 - 土木部市計画課長兼務。
- 1927年（昭和2年）4月4日 - 産業部農務課長。
- 1930年（昭和5年）
  - 4月28日 - 長官官房文書課長兼統計課長。
  - 6月27日 - 地方事務官、広島県勤務。
  - 7月31日 - 知事官房主事。
  - 9月12日 - 内務部農務課長。
- 1932年（昭和7年）
  - 1月20日 - 内務部地方課長。
  - 4月4日 - 富山県勤務。
  - 4月12日 - 学務部社寺兵事課長。
  - 8月27日 - 学務部教育課長。
- 1933年（昭和8年）
  - 5月2日 - 千葉県勤務。
  - 5月13日 - 内務部地方課長。
- 1934年（昭和9年）
  - 11月3日 - 高等試験司法科試験合格。
  - 11月10日 - 知事官房主事、知事官房秘書課長兼務。
- 1935年（昭和10年）1月19日 - 福島県書記官、学務部長。
- 1937年（昭和12年）7月31日 - 行政裁判所評定官。
- 1939年（昭和14年）9月15日 - 枢密院書記官兼行政裁判所評定官。
- 1941年（昭和16年）12月17日 - 兼高等捕獲審検所事務官。
- 1946年（昭和21年）
  - 1月22日 - 枢密院書記官長。
  - 8月14日 - 貴族院議員[1]（昭和22年5月2日まで）。
- 1947年（昭和22年）
  - 5月2日 - 廃庁により退官。
  - 6月 - 衆議院法制部長。
  - 8月 - 会計検査院検査官。
- 1951年（昭和26年）1月31日 - 土地調整委員会委員。
- 1959年（昭和34年）12月24日 - 「枢密院制度論」により法学博士（日本大学）。
- 1982年（昭和57年） - 帝京大学法学部長。
- 1999年（平成11年）1月18日 - 死去。

## 栄典
位階
- 1924年（大正13年）12月27日 - 従七位
- 1926年（大正15年）10月15日 - 正七位
- 1929年（昭和4年）2月1日 - 従六位
- 1931年（昭和6年）9月15日 - 正六位
- 1935年（昭和10年）3月15日 - 従五位
- 1940年（昭和15年）3月1日 - 正五位
- 1945年（昭和20年）3月15日 - 従四位

勲章等
- 1936年（昭和11年）1月16日 - 勲六等授瑞宝章
- 1940年（昭和15年）
  - 1月15日 - 勲五等授瑞宝章
  - 4月29日 - 双光旭日章
  - 8月15日 - 紀元二千六百年祝典記念章[2]
  - 11月4日 - 勲四等授瑞宝章
- 1945年（昭和20年）1月25日 - 勲三等授瑞宝章
- 1970年（昭和45年）4月29日 - 二等旭日重光章

外国勲章佩用允許
- 1941年（昭和16年）12月9日 - 満州帝国：建国神廟創建記念章